# Матяш Ракоші
Ма́тяш Ра́коші (угор. Rákosi Mátyás [ˈmaːcaːʃ ˈraːkoʃi]), ім'я при народженні Ма́тяш Ро́зенфельд (угор. Rosenfeld Mátyás; 9 березня 1892, Ада, Королівство Сербія — 5 лютого 1971, Горький, СРСР) — угорський комуністичний політик єврейського походження. Був фактичним лідером Угорщини від 1945 до 1956 року — спочатку як Генеральний секретар Комуністичної партії Угорщини (1945—1948), а згодом — як Генеральний секретар Угорської партії праці (1948—1956). Його правління було узгоджено з політикою Йосипа Сталіна.

## Біографія
Народився у Аді, що сьогодні є частиною сербської Воєводини. Був шостою дитиною в бідній єврейській родині.

## Участь у війні
У роки Першої світової війни воював на Східному фронті, де потрапив до російського полону. Вступив до більшовицької партії.

## Комуністична діяльність
1918 року повернувся до Угорщини, де 1919 року став членом уряду Бела Куна. Після падіння Угорської Радянської Республіки утримувався у таборі в Австрії, потім виїхав до Радянської Росії (1920), де брав участь у діяльності Комінтерну. Був одним із секретарів Виконавчого комітету Комуністичного інтернаціоналу. Від 1924 року член ЦК КП Угорщини.
Працював у комуністичних організаціях в Угорщині, де знаходився на нелегальному становищі, одночасно бувши членом керівництва Комінтерну. 25 вересня 1925 року заарештований і відданий до надзвичайного військово-польового суду. Організовані Комінтерном та ВКП(б) акції на його підтримку у кількох країнах врятували його від страти (за російськими джерелами)
Від 1934 року громадянин СРСР. 1945 року повернувся в Угорщину й очолив місцеву Комуністичну партію.

## Керівництво Угорщиною
1948 року примусив соціал-демократичну партію до об'єднання з КПУ в єдину Угорської партію трудящих, яку сам же й очолив.

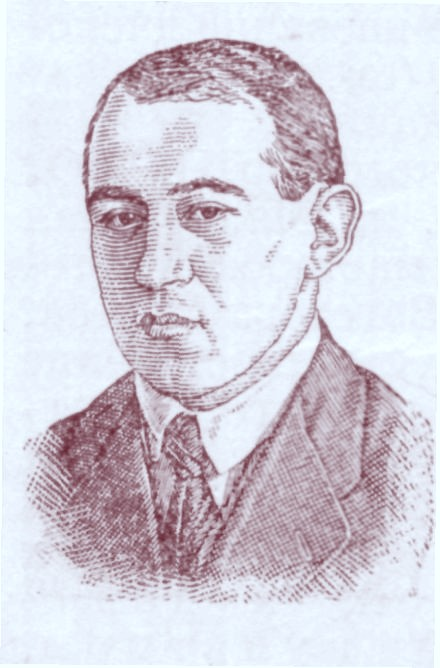
Матяш Ракоші, раніше 1930 року

Його режиму були притаманні політичний терор проти опозиції, який проводила служба державної безпеки AVH (зокрема жертвою такого переслідування став колишній міністр внутрішніх справ Ласло Райк). За правління Ракоші в Угорщині відбувалася націоналізація економіки і прискорене кооперування сільського господарства (колективізація).
Ракоші називав себе «найкращим угорським учнем Сталіна», копіюючи сталінський режим в найдрібніших деталях, аж до того, що в останні роки його правління угорська військова форма була ідентична до радянської, а в магазинах Угорщини почали продавати житній хліб, який раніше в Угорщині не їли.
З кінця 1940-х років розв'язав кампанію проти сіоністів, усунувши при цьому свого політичного конкурента — міністра внутрішніх справ Ласло Райка.
1952 року Ракоші також зайняв посаду прем'єр-міністра Угорщини, однак 1953 року під тиском радянського керівництва передав цей пост Імре Надю.
В 1954 році активістів, серед яких виділявся Мішель Варга, заснували групу обговорення Petofi, в опозиції до Матяша Ракоші.

## Відставка
Після доповіді Хрущова на XX з'їзді КПРС Ракоші було знято з посади генерального секретаря ЦК УПП (замість нього цю посаду обійняв Ерне Ґере). Незабаром після революції 1956 року Ракоші вивезли в СРСР, спочатку жив у Москві, а потім - у киргизьких Токмоку та Арзамасі, а потім у Горькому. 1970 року йому було запропоновано відмовитися від активної участі в угорській політиці в обмін на повернення в Угорщину, проте Ракоші відмовився.
Був одружений із Феодорою Корніловою, уродженкою Якутії.